# أدولف هاردي
أدولف هاردي (بالفرنسية: Adolphe-Marie Hardy )‏ (و. 1920 – 2011 م) هو عالم عقيدة، وكاهن، من فرنسا، ولد في نانت، توفي في نانت، عن عمر يناهز 91 عاماً.

## مناصب
تولى منصب أسقف.